# Coleophora glaucicolella
Coleophora glaucicolella é uma espécie de mariposa do gênero Coleophora pertencente à família Coleophoridae.